# Истмийские игры
Истми́йские игры (др.-греч. Ίσθμια) — один из четырёх общегреческих агонов.
Древнегреческие игры в честь бога Посейдона на Коринфском (Истмийском) перешейке проводились через два года, вероятно, весной каждого второго и четвёртого из годов олимпиады.

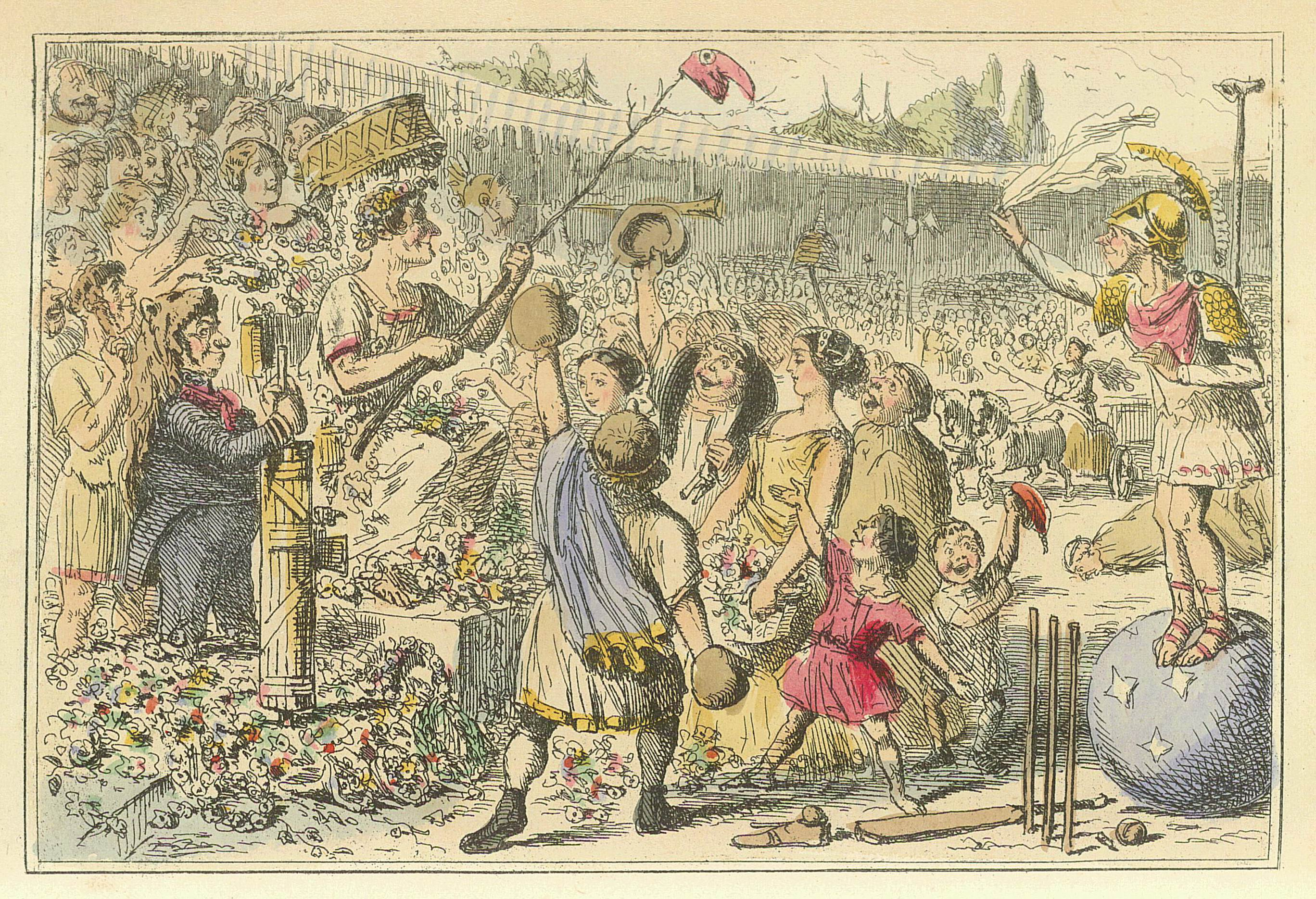
Во время Истмийских игр Тит Квинкций Фламинин объявляет о восстановлении свободы Греции. Иллюстрация из книги, изданной в 1850 году

Предания относят их учреждение к доисторическому времени и называют основателем агона самого бога Посейдона. Согласно одному из мифов, Сисиф, похоронив утонувшего в море Меликерта, учредил Истмийские игры в память о нём . Другое предание приписывает учреждение игр Тесею после умерщвления Скирона или Синиса. Исторически они вероятно возникли или, по крайней мере, получили своё общегреческое значение лишь после свержения тирании Кипселидов (ок. 582 года до н. э.).
Заведовали агоном коринфяне, но почётное председательство на нём имели афиняне, в честь их героя Тезея. Элейцам, напротив, доступ был закрыт. Время игр начиналось, как и в прочих агонах, объявлением священного перемирия.
Состязания были гимнастические, конные, поэтические и музыкальные. О том, что частью Истмийских игр были также музыкальные соревнования, свидетельствует, в частности, древнегреческий поэт Эвфорион Халкидский, сочинение которого «Об истмийских играх» сохранилось в позднейших пересказах Афинея. 
Игры продолжались, вероятно, несколько дней. Победитель получал пальмовую ветвь и венок, который в древнейшее и в императорское время плёлся из сосновых ветвей, а в классическую эпоху — из сельдерея.
Во время Истмийских игр древнеримский полководец Тит Квинкций Фламинин принародно объявил об окончании гегемонии Македонии, что и было отображено на рисунке английского карикатуриста и иллюстратора Джона Лича (англ. John Leech, годы жизни 1817—1864). 
Наряду с другими античными играми, эти празднества были запрещены как языческие при утверждении христианства в IV веке императором Феодосием I.